# Juan de Anchieta
Juan de Anchieta (Azpeitia, 1450 – Azpeitia, 1523) è stato un musicista e compositore spagnolo.
Fu maestro di cappella di Giovanni di Spagna dal 1489.

## Opere
- Missa quarti toni.
- Missa rex virginum.
- 2 Magnificat.
- 7 Motetes.
- Salve Regina.
- Con amores, la mi madre.
- Doncella, madre de Dios.
- Dos ánades.
- En memoria d'Alixandre.